# Liste der Bischöfe von Dorchester
Die Liste der Bischöfe von Dorchester stellt die bischöflichen Titelträger der Church of England, der Diözese von Oxford, in der Province of Canterbury dar. Der Titel wurde nach der Kleinstadt Dorchester, Oxfordshire benannt.
| Liste der Bischöfe von Dorchester | Liste der Bischöfe von Dorchester | Liste der Bischöfe von Dorchester | Liste der Bischöfe von Dorchester |
| --------------------------------- | --------------------------------- | --------------------------------- | --------------------------------- |
| Von                               | Bis                               | Name                              | Anmerkungen                       |
| 1939                              | 1952                              | Gerald Allen                      | vorher Bischof von Sherborne      |
| 1952                              | 1956                              | Kenneth Riches                    | danach Bischof von Lincoln        |
| 1957                              | 1972                              | David Loveday                     |                                   |
| 1972                              | 1977                              | Peter Walker                      | danach Bischof von Ely            |
| 1979                              | 1988                              | Conrad Meyer                      |                                   |
| 1988                              | 2000                              | Anthony Russell                   | danach Bischof von Ely            |
| 2000                              | 2020                              | Colin Fletcher                    |                                   |
| 2021                              | Gegenwart                         | Gavin Collins                     |                                   |